# Adrienne
Adrienne est un prénom féminin, pendant du prénom masculin Adrien, issu du grec ancien adrianos, qui signifie « originaire de la ville d'Adria » (Vénétie). 
Ses dérivés Adria, Adriana, Adriette, Hadriana ou encore Drienne. Il a également donné son nom à la mer Adriatique.
Chargé de garder les chrétiens pendant la persécution de Dioclétien au début du IVe siècle, Adrien se laisse catéchiser par eux, demande le baptême et subit le martyre peu après, l'an 304, à Nicomédie, en Anatolie, avec Nathalie son épouse, et plusieurs autres chrétiens. La saint Adrien a lieu le 8 septembre.

## Personnalités portant ce prénom
par ordre alphabétique de nom
- Adrienne Ames
- Adrienne Armstrong
- Adrienne Augarde
- Adrienne Avril de Sainte-Croix
- Adrienne Ball-Demont
- Adrienne Barbeau
- Adrienne Barman
- Adrienne Bolland
- Adrienne C. Moore
- Adrienne Charmet
- Adrienne Choquette
- Adrienne Clarkson
- Adrienne Clostre
- Adrienne Corri
- Adrienne D'Ambricourt
- Adrienne Dore
- Adrienne Durand-Tullou
- Adrienne Duvivier
- Adrienne Ellis
- Adrienne Faguet
- Adrienne Fazan
- Adrienne Fidelin
- Adrienne Frantz
- Adrienne Frost
- Adrienne Gessner
- Adrienne Gorska
- Adrienne Horvath
- Adrienne Houghton
- Adrienne Iven
- Adrienne Janic
- Adrienne Jelley-Bruyère
- Adrienne Jouclard
- Adrienne Kennedy
- Adrienne King
- Adrienne Koutouan
- Adrienne Kroell
- Adrienne LaValley
- Adrienne La Russa
- Adrienne Lautère
- Adrienne Lecouvreur
- Adrienne Lyle
- Adrienne Maree Brown
- Adrienne Marie Louise Grandpierre-Deverzy
- Adrienne Martelli
- Adrienne Mayor
- Adrienne Monnier
- Adrienne Pauly
- Adrienne Pickering
- Adrienne Power
- Adrienne Ranc-Sakakini
- Adrienne Rich
- Adrienne Roy
- Adrienne Roy-Vilandré
- Adrienne Sahuqué
- Adrienne Servantie
- Adrienne Shaw
- Adrienne Shelly
- Adrienne Ségur
- Adrienne Thomas
- Adrienne Trenkel
- Adrienne Warren
- Adrienne Wilkinson
- Adrienne Yabouza
- Adrienne d'Heur
- Adrienne de Cardoville
- Adrienne de La Fayette
- Adrienne de Malleray
- Adrienne de Suède
- Adrienne de Villeneuve-Bargemont
- Adrienne van Hogendorp-s' Jacob
- Adrienne von Speyr

## Personnages de fiction
- Un des personnages  des Filles du feu de Gérard de Nerval
- Adrienne Mesurat, roman de Julien Green (1927)
- Solal, le héros d'Albert Cohen, est amoureux d'une Adrienne
- La grosse Adrienne de Montalant, dans la chanson de Jacques Brel Les Bourgeois

## Musique
- Adrienne (1926), opérette en trois actes de Walter Wilhelm Goetze ;
- Adrienne, chanson du groupe The Calling sortie 2001 ;
- Adrienne,  chanson d'Albin de la Simone interprétée par lui-même et Vanessa Paradis en 2008..

## Autres
- Adrienne, frégate de la Marine française.
- Adrienne, tableau d'Amedeo Modigliani.